# Farallon de Pajaros

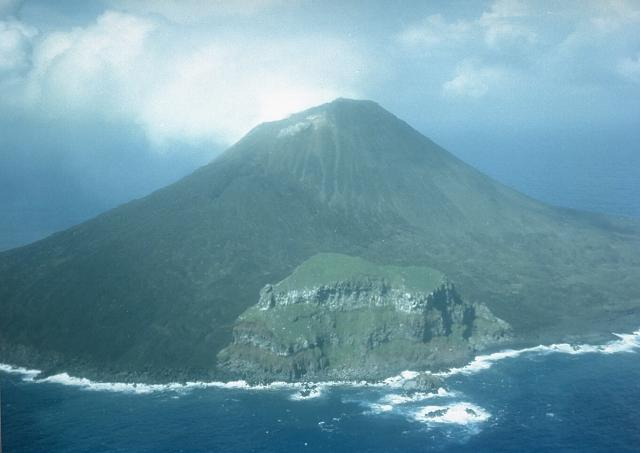

Farallon de Pajaros – najbardziej wysunięta na północ wyspa wulkaniczna należąca do archipelagu Marianów Północnych. Znajduje się 45 km na północny zachód od Maug Islands i 591 km na północ od Saipan.

## Geografia
Wyspa jest niemal okrągła o długości 1,8 km i szerokości 1,6 km. Zajmuje 2,3 km². Wyspa jest czynnym stratowulkanem o wysokości 360 metrów n.p.m. Podstawa wulkanu znajduje się około 2000 m p.p.m. i ma średnicę od 15 do 20 km.
W rejonie Farallon de Pajaros znajdują się dwa podmorskie wulkany: Seamount Makhahnas położony około 10 km na południowy zachód, którego wysokość to 640 m p.p.m. oraz Seamount Ahyi położony około 18 km na południowy wschód, którego wysokość to 137 m p.p.m.

## Historia
Przypuszczalnie Farallon de Pajaros nigdy nie była na stałe zamieszkana.
Od 1899 wyspa była kontrolowana przez Cesarstwo Niemieckie i stanowiła część Nowej Gwinei Niemieckiej. W roku 1903 wyspa została wynajęta przez japońską firmę polującą na ptaki, których pióra były eksportowane do Japonii, a następnie do Paryża.
Po I wojnie światowej wyspa została przekazana przez Ligę Narodów Cesarstwu Japonii, jako część Mandatu Południowego Pacyfiku. Po II wojnie światowej wyspa została przekazana Stanom Zjednoczonym, jako część Powierniczego Terytorium Wysp Pacyfiku. Obecne jest częścią terytorium stowarzyszonego z USA i stanowi część Wspólnoty Marianów Północnych.

## Literatura
- Horst Lehne and Christoph Gäbler: Über die Marianen. Lehne-Verlag, Wohldorf in Germany 1972
- Russell E. Brainard et al.: Coral reef ecosystem monitoring report of the Mariana Archipelago: 2003–2007